# Campeonato Soviético de Xadrez de 1940
O Campeonato Soviético de Xadrez de 1940 foi a 12ª edição do Campeonato de xadrez da União Soviética, realizado em Moscou, de 5 de setembro a 3 de outubro de 1940. O título da competição foi divido entre Andor Lilienthal e Igor Bondarevsky. Vinte dos mestres mais fortes da União Soviética competiram no evento, seis dos quais se classificaram na semifinal em Kiev no início do ano: Eduard Gerstenfeld, Mark Stolberg, Igor Bondarevsky, Iosif Rudakovsky, Alexander Konstantinopolsky e Peter Dubinin. Os convites restantes foram para a elite do xadrez soviético. Botvinnik fez seu pior campeonato, apenas empatando na 5ª/6ª posição, perdendo as partidas para os dois primeiros colocados. Esse campeonato marcou a estreia do futuro campeão mundial Vassily Smyslov (3º) e de Paul Keres (4º). A URSS havia expandido seu território em 1939-40, incorporando os estados bálticos, o que significava que os fortes mestres Keres da Estônia e Vladimir Petrov da Letônia puderam participar do campeonato. Em 1941, os seis primeiros colocados do campeonato jogaram uma competição chamada Campeonato Absoluto da União Soviética, terminando com a vitória de Botvinnik.

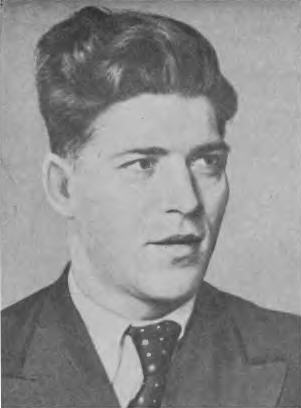
Lilienthal in 1940

## Classificação e resultados

### Semifinal de Kiev
Classificaram os seis primeiros colocados para o torneio final. As outras 14 vagas foram destinadas aos considerados melhores jogadores soviético da época.
| N° | Jogador                     | 1 | 2 | 3 | 4 | 5 | 6 | 7 | 8 | 9 | 10 | 11 | 12 | 13 | 14 | 15 | 16 | 17 | Total |
| -- | --------------------------- | - | - | - | - | - | - | - | - | - | -- | -- | -- | -- | -- | -- | -- | -- | ----- |
| 1  | Eduard Gerstenfeld          | - | ½ | 0 | 1 | ½ | 1 | 1 | 1 | ½ | ½  | 1  | ½  | ½  | ½  | 1  | ½  | ½  | 10½   |
| 2  | Mark Stolberg               | ½ | - | 1 | 0 | ½ | 1 | 1 | 0 | 1 | ½  | 1  | 1  | 1  | 0  | 1  | 0  | 1  | 10½   |
| 3  | Igor Bondarevsky            | 1 | 0 | - | 1 | 1 | ½ | ½ | ½ | ½ | ½  | 1  | 0  | 0  | 1  | ½  | 1  | 1  | 10    |
| 4  | Iosif Rudakovsky            | 0 | 1 | 0 | - | 1 | ½ | 1 | ½ | 1 | ½  | ½  | ½  | 1  | ½  | ½  | ½  | ½  | 9½    |
| 5  | Alexander Konstantinopolsky | ½ | ½ | 0 | 0 | - | 1 | ½ | 1 | ½ | 1  | ½  | ½  | ½  | 1  | ½  | ½  | 1  | 9½    |
| 6  | Peter Dubinin               | 0 | 0 | ½ | ½ | 0 | - | ½ | 0 | 1 | 1  | 1  | 1  | ½  | 1  | 1  | 1  | ½  | 9½    |
| 7  | Vladimir Alatortsev         | 0 | 0 | ½ | 0 | ½ | ½ | - | ½ | 0 | 1  | 1  | 1  | 1  | ½  | 1  | 1  | 1  | 9½    |
| 8  | Genrikh Kasparian           | 0 | 1 | ½ | ½ | 0 | 1 | ½ | - | 0 | ½  | 1  | ½  | ½  | 1  | ½  | ½  | 1  | 9     |
| 9  | Samuel Zhukhovitsky         | ½ | 0 | ½ | 0 | ½ | 0 | 1 | 1 | - | 0  | 0  | 0  | 1  | 1  | 1  | 1  | 1  | 8½    |
| 10 | Lev Kaiev                   | ½ | ½ | ½ | ½ | 0 | 0 | 0 | ½ | 1 | -  | 0  | 1  | ½  | ½  | ½  | 1  | 1  | 8     |
| 11 | Abram Khavin                | 0 | 0 | 0 | ½ | ½ | 0 | 0 | 0 | 1 | 1  | -  | 1  | ½  | 1  | 0  | ½  | 1  | 7     |
| 12 | Grigory Goldberg            | ½ | 0 | 1 | ½ | ½ | 0 | 0 | ½ | 1 | 0  | 0  | -  | 1  | ½  | ½  | ½  | 0  | 6½    |
| 13 | Vitaly Chekhover            | ½ | 0 | 1 | 0 | ½ | ½ | 0 | ½ | 0 | ½  | ½  | 0  | -  | ½  | ½  | ½  | ½  | 6     |
| 14 | Vsevolod Rauzer             | ½ | 1 | 0 | ½ | 0 | 0 | ½ | 0 | 0 | ½  | 0  | ½  | ½  | -  | ½  | 1  | ½  | 6     |
| 15 | Dmitry Grechkin             | 0 | 0 | ½ | ½ | ½ | 0 | 0 | ½ | 0 | ½  | 1  | ½  | ½  | ½  | -  | 0  | 1  | 6     |
| 16 | D. S. Fridman               | ½ | 1 | 0 | ½ | ½ | 0 | 0 | ½ | 0 | 0  | ½  | ½  | ½  | 0  | 1  | -  | 0  | 5½    |
| 17 | Iosif Pogrebissky           | ½ | 0 | 0 | ½ | 0 | ½ | 0 | 0 | 0 | 0  | 0  | 1  | ½  | ½  | 0  | 1  | -  | 4½    |

### Final
|    | Jogador                     | 1 | 2 | 3 | 4 | 5 | 6 | 7 | 8 | 9 | 10 | 11 | 12 | 13 | 14 | 15 | 16 | 17 | 18 | 19 | 20 | Total |
| -- | --------------------------- | - | - | - | - | - | - | - | - | - | -- | -- | -- | -- | -- | -- | -- | -- | -- | -- | -- | ----- |
| 1  | Andor Lilienthal            | - | 1 | ½ | ½ | ½ | 1 | 1 | 1 | 1 | ½  | ½  | ½  | ½  | ½  | 1  | ½  | ½  | ½  | 1  | 1  | 13½   |
| 2  | Igor Bondarevsky            | 0 | - | ½ | 1 | ½ | 1 | ½ | 1 | 1 | ½  | 0  | 1  | 1  | ½  | ½  | 1  | 1  | ½  | 1  | 1  | 13½   |
| 3  | Vassily Smyslov             | ½ | ½ | - | ½ | ½ | ½ | 0 | ½ | 1 | 1  | 1  | ½  | ½  | ½  | 1  | 1  | 1  | ½  | 1  | 1  | 13    |
| 4  | Paul Keres                  | ½ | 0 | ½ | - | ½ | ½ | 0 | 1 | 0 | 1  | 1  | 1  | ½  | 1  | ½  | 1  | 1  | 1  | 1  | 0  | 12    |
| 5  | Isaac Boleslavsky           | ½ | ½ | ½ | ½ | - | 0 | 1 | 0 | ½ | 1  | 1  | ½  | ½  | ½  | 1  | 1  | 0  | 1  | 1  | ½  | 11½   |
| 6  | Mikhail Botvinnik           | 0 | 0 | ½ | ½ | 1 | - | 0 | ½ | 1 | 1  | ½  | ½  | 0  | 1  | 1  | 1  | ½  | 1  | ½  | 1  | 11½   |
| 7  | Vladimir Makogonov          | 0 | ½ | 1 | 1 | 0 | 1 | - | 0 | 1 | 0  | 1  | ½  | ½  | ½  | ½  | ½  | 1  | ½  | ½  | ½  | 10½   |
| 8  | Peter Dubinin               | 0 | 0 | ½ | 0 | 1 | ½ | 1 | - | 0 | 1  | 1  | 1  | ½  | ½  | ½  | ½  | 1  | 0  | 1  | ½  | 10½   |
| 9  | Gavriil Veresov             | 0 | 0 | 0 | 1 | ½ | 0 | 0 | 1 | - | 1  | ½  | ½  | 1  | ½  | 0  | 1  | ½  | 1  | 1  | 1  | 10½   |
| 10 | Vladimir Petrov             | ½ | ½ | 0 | 0 | 0 | 0 | 1 | 0 | 0 | -  | ½  | 1  | ½  | 0  | ½  | 1  | 1  | 1  | 1  | ½  | 9     |
| 11 | Viacheslav Ragozin          | ½ | 1 | 0 | 0 | 0 | ½ | 0 | 0 | ½ | ½  | -  | 1  | ½  | 1  | 0  | 0  | ½  | ½  | 1  | 1  | 8½    |
| 12 | Georgy Lisitsin             | ½ | 0 | ½ | 0 | ½ | ½ | ½ | 0 | ½ | 0  | 0  | -  | 1  | 1  | 0  | 1  | 1  | ½  | 0  | 1  | 8½    |
| 13 | Vladas Mikenas              | ½ | 0 | ½ | ½ | ½ | 1 | ½ | ½ | 0 | ½  | ½  | 0  | -  | ½  | 1  | 0  | 0  | 1  | 0  | ½  | 8     |
| 14 | Alexander Konstantinopolsky | ½ | ½ | ½ | 0 | ½ | 0 | ½ | ½ | ½ | 1  | 0  | 0  | ½  | -  | 1  | 0  | ½  | ½  | 0  | 1  | 8     |
| 15 | Vasily Panov                | 0 | ½ | 0 | ½ | 0 | 0 | ½ | ½ | 1 | ½  | 1  | 1  | 0  | 0  | -  | ½  | 0  | ½  | 1  | ½  | 8     |
| 16 | Mark Stolberg               | ½ | 0 | 0 | 0 | 0 | 0 | ½ | ½ | 0 | 0  | 1  | 0  | 1  | 1  | ½  | -  | 1  | ½  | 1  | ½  | 8     |
| 17 | Eduard Gerstenfeld          | ½ | 0 | 0 | 0 | 1 | ½ | 0 | 0 | ½ | 0  | ½  | 0  | 1  | ½  | 1  | 0  | -  | ½  | 0  | 1  | 7     |
| 18 | Grigory Levenfish           | ½ | ½ | ½ | 0 | 0 | 0 | ½ | 1 | 0 | 0  | ½  | ½  | 0  | ½  | ½  | ½  | ½  | -  | 0  | ½  | 6½    |
| 19 | Alexander Kotov             | 0 | 0 | 0 | 0 | 0 | ½ | ½ | 0 | 0 | 0  | 0  | 1  | 1  | 1  | 0  | 0  | 1  | 1  | -  | ½  | 6½    |
| 20 | Iosif Rudakovsky            | 0 | 0 | 0 | 1 | ½ | 0 | ½ | ½ | 0 | ½  | 0  | 0  | ½  | 0  | ½  | ½  | 0  | ½  | ½  | -  | 5½    |

## Campeonato absoluto da União Soviética de 1941
O vencedor do campeonato soviético de 1940 deveria enfrentar o campeão mundial Alexander Alekhine pelo título mundial. Porém, como houve um empate na primeira posição, uma match-desempate deveria ser jogado entre Lilienthal e Bondarevsky. A federação soviética, todavia, acabou por definir um torneio entre os seis primeiros colocados com a intenção de incluir Botvinnik. Essa competição foi chamada de Campeonato absoluto da União Soviética, e terminou com a vitória de Botvinnik. O campeonato ocorreu de 23 de março a 29 de abril de 1941 nas cidades de Leningrado e Moscou. A intenção de Botvinnik de desafiar Alekhine acabou não se concretizando, uma vez que após a Alemanha invadir a União Soviética, todo o calendário do xadrez mundial foi radicalmente alterado.
| N° | Jogador           | 1    | 2    | 3    | 4    | 5    | 6    | Total |
| -- | ----------------- | ---- | ---- | ---- | ---- | ---- | ---- | ----- |
| 1  | Mikhail Botvinnik | ---- | 1½½½ | 1½1½ | 1½1½ | 1½01 | 01½1 | 13½   |
| 2  | Paul Keres        | 0½½½ | ---- | 110½ | ½0½½ | 01½1 | 1½1½ | 11    |
| 3  | Vassily Smyslov   | 0½0½ | 001½ | ---- | ½1½1 | ½1½½ | ½½½½ | 10    |
| 4  | Isaac Boleslavsky | 0½0½ | ½1½½ | ½0½0 | ---- | 11½1 | ½00½ | 9     |
| 5  | Andor Lilienthal  | 0½10 | 10½0 | ½0½½ | 00½0 | ---- | 1½11 | 8½    |
| 6  | Igor Bondarevsky  | 10½0 | 0½0½ | ½½½½ | ½11½ | 0½00 | ---- | 8     |